# Amblypsilopus unicinctus
Amblypsilopus unicinctus är en tvåvingeart som först beskrevs av Van Duzee 1927.  Amblypsilopus unicinctus ingår i släktet Amblypsilopus och familjen styltflugor. Inga underarter finns listade i Catalogue of Life.